# トヨタ・K型無段変速機
トヨタ・K型無段変速機（トヨタ・Kがたむだんへんそくき）は、多くのトヨタ車で見られる一連の無段変速機（CVT）である。アイシンによって製造されている。CVTは連続範囲のギア比にわたって継ぎ目なく変化できるオートマチックトランスミッションの一種である。これは、固定段数の限られた数のギア比を提供する他のトランスミッションと対比される。K型はベルトによって連結された2つのプーリー（滑車）を用いる。

## K110/K111/K112（2000年）

### K110
K110はトヨタ初のベルト式CVTであり、2000年8月に生産が始まった。トヨタは、本トランスミッションが低燃費であり、高い走行性能を提供する、と述べた。K110は発進装置としてトルクコンバータを採用し、静かな動作と燃費の向上を助けるためにロングトラベル型のダンパーを使用した。
搭載車種:
- トヨタ・Opa – 2.0L (2000–2005)
- トヨタ・プレミオ、アリオン、ウィッシュ – 2.0L (2001–2011)
- トヨタ・ノア、ヴォクシー – 2.0L (2000–2004)
- トヨタ・オーリス、カローラアクシオ、カローラフィールダー
- トヨタ・ラクティス、シエンタ
- トヨタ・ヴィッツ

### K111
K111トランスミッションは2004年7月に導入されたK110の改良版である。K111はニュートラル制御、加速時制御などを採用した。
搭載車種:
- トヨタ・ノア、ヴォクシー – 2.0L (2004–2007)
- トヨタ・カローラ – 2.0L (ZRE143, 2010-2014)

### K112
2005年10月に導入されたK112トランスミッションは、排気量2.4リットルエンジンと共に使うため作られたK111の高容量化版である。
搭載車種:
- トヨタ・アルファード – 2.4L (2008–2017)
- トヨタ・ブレイド – 2.4L (2006–2011)
- トヨタ・エスティマ – 2.4L (2006–2017)
- トヨタ・マークXジオ – 2.4L (2007–2011)
- トヨタ・RAV4 – 2.0/2.4/2.5L (2005–2011)
- トヨタ・ヴァンガード – 2.4L (2007–2011)
- トヨタ・Opa

## K120 Direct Shift-CVT（2018年）
トヨタはK120型に「Direct Shift-CVT」（ダイレクトシフトCVT）という商標を付けた。Direct Shift-CVT物理1速ギア（発進用ギア）を備える。従来型CVTの変速比幅（レシオカバレッジ）は約6.5であったのに対してDirect Shift-CVTは1速を物理ギアが担うことで、プーリー部の変速比幅は約5.0と従来より小型化しているにもかかわらず、全体の変速比幅は約7.5に拡大した。車が停止状態から動き出す時に発進ギアが噛み合わさり、車の速度が増すとベルト駆動へ移行する。このシステムの利点は、従来型CVTが低ギア比で効率が低い傾向にあったのに対し、その部分を物理ギアが担う点にある。このCVTにおけるベルトはより狭いギア比範囲を扱っているため、ベルト角度を狭めることができ（11度から9度）、これによって変速速度は20%向上し、燃費は6%向上したと主張された。生産は2018年10月に始まった。
搭載車種:
- トヨタ・ヤリスおよびヤリスクロス (2020–現在)
- トヨタ・シエンタ - (2022-現在)
- トヨタ・カローラスポーツ – 2.0L (2018–present)
- トヨタ・カムリ – 2.0L (2019–現在)
- トヨタ・アバロン – 2.0L (2019–現在)
- トヨタ・C-HR – 2.0L (2018–現在)
- トヨタ・カローラクロス - 2.0L (2021–現在)
- トヨタ・RAV4 – 2.0L (2018–現在)
- トヨタ・ハリアー - 2.0L (2021–現在)
- レクサス・ES (2020–現在)
- レクサス・UX (2018–現在)

## K210（2002年）
2002年12月生産開始。2003年2月にはK210ベルト式CVTに電動オイルポンプを追加することによって開発されたインテリジェントアイドリングストップシステムによってさらに燃費が向上した。
搭載車種:
- トヨタ・ヴィッツ
- トヨタ・ラクティス

## K310/K311/K312/K313（2006年 -）
トヨタはK31xシリーズに「Super CVT-i」という商標を付けた（北米ではCVTi-S）。1.5リットルから1.8リットルクラスの車両に適した、小型軽量化版。2006年9月に生産が始まった。
現行の搭載車種:
- カローラ アクシオ (2006年-) - K311 (1.8 L 2019年廃止), K310 (1.5 L)
- カローラ フィールダー (2006年-) - K311 (1.8 L 2019年廃止), K310 (1.5 L)
- カローラクロス (2021年-)  - K311 (1.8 L)
- プロボックス (2014年-) - K310 (1.5 L)
- トヨタ・ヴィオス (東南アジア向け 2013年-) – K312 (1.5 L )

過去の搭載車種:
- C-HR (2016年-2023年) – K312 (1.2 L ターボ)
- オーリス (2006年-2018年) - K311 (1.8 L), K310 (1.5 L)[4]
- シエンタ (2015年-2022年) - K312 (1.5 L FWD), K310 (1.5 L 4WD)[5]
- カローラ (2019年-2022年) - K311 (1.8 L)
- カローラ ツーリング (2019年-2022年) - K311 (1.8 L)
- カローラルミオン (2007年-2015年) – K311 (1.8 L), K310 (1.5 L)
- プレミオ/アリオン (2007年-2021年) – K311 (1.8 L), K310(1.5 L, IST 1.5 L)
- ウィッシュ (2009年-2017年) - K311 (1.8 L)[6]
- アイシス (2009年-2017年) - K311 (1.8 L)
- サクシード (2014年-2020年) - K310 (1.5 L)
- ヴァーソ (南アフリカ、中国向け 2009年-2018年) - K311 (1.8 L)

## K410/K411/K41シリーズ（2004年）

### K410
排気量1リットルから1.3リットルエンジン向けに設計された小型軽量化版。2004年12月に生産が始まった。
搭載車種:
- トヨタ・ベルタ
- トヨタ・ヴィッツ
- その他

| Low | O/D  | Rev   |
| --- | ---- | ----- |
| 2.4 | 0.43 | 2.505 |

最終減速比:
- 5.833:1（1KR-FEエンジンと組み合わせた時）
- 5.08:1（1NR-FEエンジンと組み合わせた時）

### K41A
Aセグメントマイクロクーペのトヨタ・iQの車内空間を最大化するために前方へ移動した差動装置（ディファレンシャル）を持つK410トランスミッションの型。2008年10月に生産が始まった。
搭載車種:
- トヨタ・iQ

### K41B
1.3リットルエンジンのためにK41Aの容量を拡大して作られた。2009年4月に生産が始まった。
搭載車種:
- トヨタ・iQ

### K411
K410を基にして、トヨタのCVTとして初めてフレックススタート制御機構を採用した。本技術は、「発進時にロックアップクラッチを積極的に作動させ、効率のよいエンジン作動領域を使用し、省燃費に貢献」する。2010年12月に生産が始まった。
採用車種:
- カローラ、オーリス、ヴィッツ、ヴィオス、ヤリス、エコーなど